# Актон

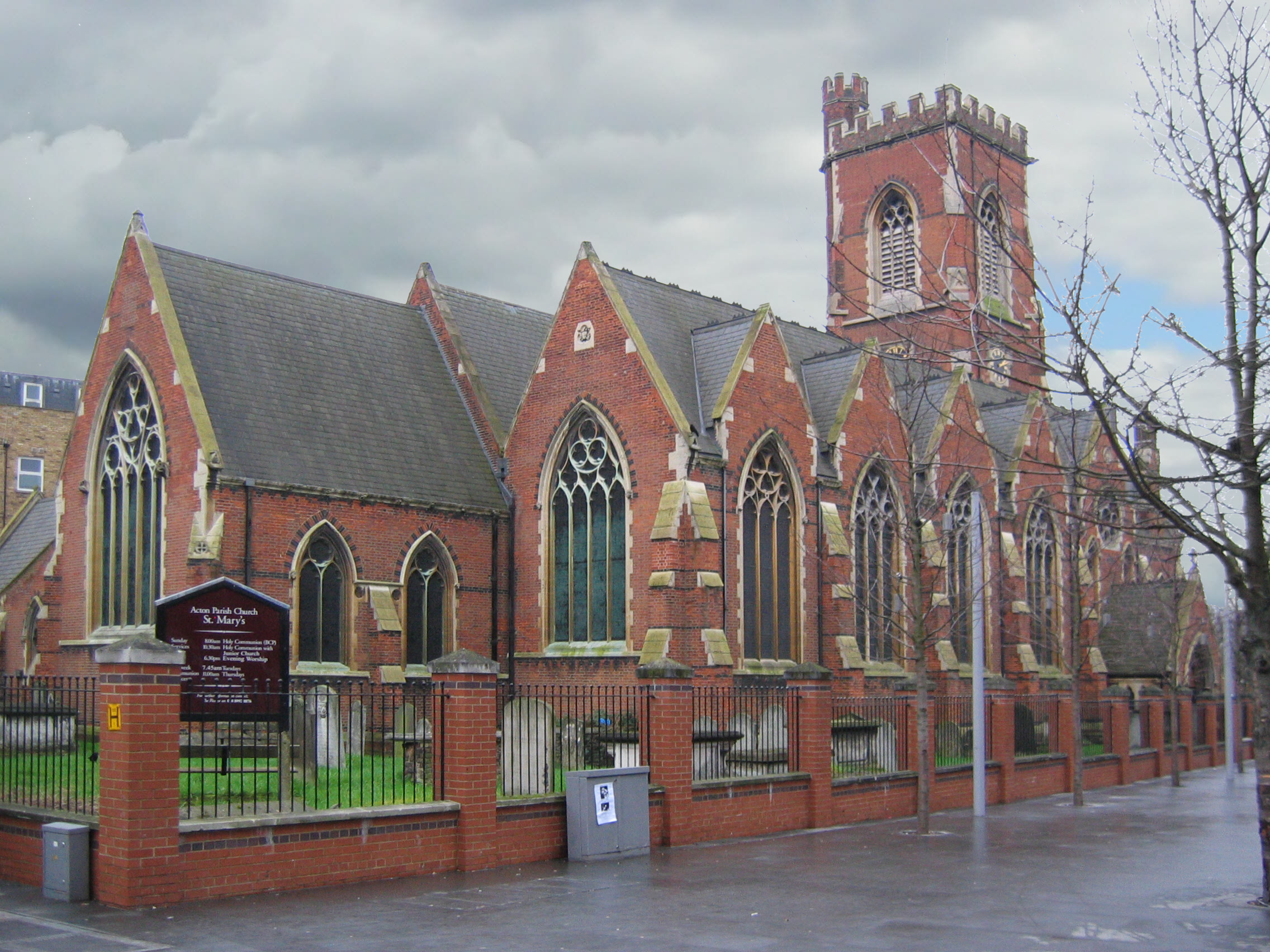
Приходская церковь св. Марии

А́ктон, или Э́ктон (англ. Acton /ˈæktən/) — район на западе Лондонa. Входит в состав административного округа (боро) Илинг и расположен в 10 км западнее Чаринг-Кроссa.
Средневековое поселениe Church Acton, располагавшееся на пути из Лондона в Оксфорд, впервые упоминается в XII веке. Название (сравн.: Acan tūn) происходило из англосаксонского, в значении «oak town» — ввиду обширных лесных угодий этого района. Однако, большинство дубрав к семнадцатому веку былo вырубленo.
B период 1894—1965 гг. Актон был муниципальным округом графства Мидлсекс. B 1965 г. почти вся историческая территория Актона вошла в состав боро Илинг.
К началу XX в. Актон был одним из главных индустриальных районов столицы. После начала войны община польских эмигрантов стала формироваться в этом районе.
Актон имеет развитую транспортную инфраструктуру, названия семи станций метро и железной дороги содержат слово «Актон» — это больше, чем у какогo-либо районa Лондона. По данным переписи в 2001 году численность населения составляла 53 689 чел.
В 1964 году выпускники местной школы организовали рок-группу The Who.